# Philip Alston
Vous pouvez aider à l'améliorer ou bien discuter des problèmes sur sa page de discussion.
- Il ne cite pas suffisamment ses sources. Vous pouvez indiquer les passages à sourcer avec {{référence nécessaire}} ou {{Référence souhaitée}}, et inclure les références utiles en les liant aux notes de bas de page. (Marqué depuis décembre 2020)
- Il comporte trop de citations, ou des citations trop longues, au point qu'elles peuvent contrevenir à l'un des principes fondateurs de Wikipédia. Pour l’améliorer, il convient, si ces citations présentent un intérêt encyclopédique et sont correctement sourcées, de les intégrer au corps du texte en les ramenant à une longueur plus raisonnable. (Marqué depuis janvier 2021)

- Archive Wikiwix
- Bing
- Cairn
- DuckDuckGo
- E. Universalis
- Gallica
- Google
- G. Books
- G. News
- G. Scholar
- Persée
- Qwant
- (zh) Baidu
- (ru) Yandex
- (wd) trouver des œuvres sur Wikidata

Philip G. Alston est un universitaire australien spécialiste du droit international et un praticien des droits de l'homme. 
Il est professeur de droit  à la faculté de droit de l'Université de New York à la chaire John Norton Pomeroy et coprésident du Center for Human Rights and Global Justice de la faculté de droit. Il a occupé divers postes de haut niveau à l'ONU pendant plus de deux décennies, y compris le Rapporteur spécial des Nations Unies sur les exécutions extrajudiciaires, sommaires ou arbitraires, poste qu'il a occupé d'août 2004 à juillet 2010. En 2014, il a été nommé  Rapporteur spécial des Nations unies sur l'extrême pauvreté et les droits de l'homme.

## Biographie

### Formation
Alston est diplômé de l'Université de Melbourne  et de l'Université de Californie à la Berkeley School of Law.
Son frère est l'ancien ministre fédéral australien et haut-commissaire du Royaume-Uni, Richard Alston.

### Carrière
Les premiers postes universitaires d'Alston ont été à l'Université Tufts (1985-1989) et à la Harvard Law School (1984-1989). Alston était alors professeur à l'Australian National University (1990-1995) et également directeur de son Center for International and Public Law. Il a ensuite été professeur à l'Institut universitaire européen (1996-2001), avant de rejoindre la faculté de droit de l'Université de New York, où il est professeur de droit John Norton Pomeroy et coprésident du Center for Human Rights and Global Justice de la faculté de droit. . Il est devenu professeur au Law Institute for Executive Education  de NYU 

### Aux Nations Unies
Alston a occupé divers postes de haut niveau à l'ONU dans le domaine des droits de l'homme pendant plus de deux décennies. De 1987 à 1991, il a été le premier rapporteur du Comité des droits économiques, sociaux et culturels des Nations unies ; il a ensuite présidé le Comité de 1991 à 1998. [réf. nécessaire]
Lors de la 1993 Conférence mondiale sur les droits de l'homme, il a été élu pour présider la première réunion des présidents et des présidents de tous les cours et commissions des droits de l'homme (y compris la Cour européenne des droits de l'homme, la Cour interaméricaine des droits de l'homme, la Commission africaine des droits de l'homme et des peuples et le Comité des droits de l'homme).
Le Secrétaire général des Nations unies lui a demandé en 1988 de proposer des réformes visant à rendre le système de surveillance des traités des Nations unies relatif aux droits de l'homme plus efficace. Ses principaux rapports en 1989, 1993 et 1997 ont donné l'impulsion aux efforts continus Haut-Commissariat des Nations unies aux droits de l'homme et du Conseil des droits de l'homme des Nations unies pour rationaliser et améliorer le système de surveillance plutôt lourd. [réf. nécessaire]
Nommé à ce poste par Sérgio Vieira de Mello, il a été conseiller spécial du Haut-Commissaire des Nations unies aux droits de l'homme pour les Objectifs du millénaire pour le développement et a continué de conseiller les hauts-commissaires successeurs, notamment Louise Arbour et Navanethem Pillay. [réf. nécessaire]

### UNICEF
Il a été impliqué dans le domaine des droits de l'enfant et conseiller juridique de l'UNICEF tout au long de la rédaction de la Convention relative aux droits de l'enfant. Il a participé à la délégation de l'UNICEF aux séances de rédaction de la Convention et a continué de conseiller l'UNICEF pendant plusieurs années après l'adoption de la Convention en 1989, notamment en ce qui concerne la promotion de la ratification de la Convention par les pays du monde entier. [réf. nécessaire] Il a publié deux études pour l'UNICEF sur les droits des enfants. Le premier était L'intérêt supérieur de l'enfant: réconcilier la culture et les droits de l'homme (1994), et le second, avec John Tobin, Établir les fondations des droits de l'enfant, publié en 2005 par l'UNICEF.

### Rapporteur spécial
Sur les exécutions sommaires, extrajudiciaires, ou arbitraires
D'août 2004 à juillet 2010, il a été rapporteur spécial des Nations unies sur les exécutions extrajudiciaires, sommaires ou arbitraires. À ce titre, il a rendu compte au Conseil des droits de l'homme des Nations unies et à l'Assemblée générale. En tant que Rapporteur spécial, Alston s'est rendu au Nigeria, au Sri Lanka, aux Philippines, au Guatemala, au Liban, en Israël, en République centrafricaine, au Brésil, en Afghanistan, aux États-Unis, au Kenya, en Équateur et en Colombie, et a remis un rapport dans chaque cas au gouvernement concerné. et aux Nations unies.
Les rapports d'Alston à l'ONU concernant les exécutions extrajudiciaires traitaient également de grands problèmes thématiques qui se posaient dans de nombreux pays, tels que la sorcellerie et les meurtres de justiciers, les commissions nationales d'enquête sur les homicides illégaux, le problème des prisonniers qui dirigeaient des prisons, l'importance du témoignage programmes de protection, le problème des représailles gouvernementales contre des individus ou des groupes qui ont coopéré à une enquête des Nations unies sur les droits de l'homme, la nécessité de réglementer le recours à la force meurtrière par les agents des forces de l'ordre, les politiques de tirer pour tuer, la relation entre le droit des droits de l'homme et le droit international humanitaire, les meurtres par pitié en temps de conflit armé et la nécessité de rendre les systèmes de justice militaire compatibles avec les droits de l'homme. En ce qui concerne la peine de mort, les rapports d'Alston ont discuté du besoin de transparence, du caractère inacceptable de la peine de mort obligatoire en vertu du droit international, de la définition des crimes les plus graves pour lesquels la peine de mort peut être imposée, du droit de demander pardon ou commutation d'une peine de mort et peine de mort pour mineurs. [réf. nécessaire]
Sur l'extrême pauvreté et les droits de l'homme
En 2014, Alston a été nommé Rapporteur spécial des Nations unies sur l' extrême pauvreté et les droits de l'homme. Ses objectifs consistent notamment à « accorder une plus grande importance au sort de ceux qui vivent dans l'extrême pauvreté et à mettre en évidence les conséquences sur les droits humains de la négligence systématique dont ils sont trop souvent victimes ».
En mai 2015, Alston a soumis son premier rapport au Conseil des droits de l'homme en sa qualité de rapporteur spécial sur l'extrême pauvreté et les droits de l'homme. Dans ce document, il s'est concentré sur la « relation entre l'extrême pauvreté et l'extrême inégalité et soutient qu'un cadre des droits de l'homme est essentiel pour lutter contre l'extrême inégalité ». Il a fourni « un aperçu de l'aggravation des inégalités économiques et sociales dans le monde; illustre comment ces inégalités étouffent l'égalité des chances, conduisent à des lois, des règlements et des institutions qui favorisent les puissants, et perpétuent la discrimination contre certains groupes, tels que les femmes; les effets négatifs des inégalités économiques sur une série de droits civils, politiques, économiques, sociaux et culturels... [Il a proposé] un programme pour l'avenir pour lutter contre les inégalités, notamment: s'engager à réduire les inégalités extrêmes; donner aux droits économiques, sociaux et culturels la même importance et la même priorité qu'aux droits civils et politiques; reconnaître le droit à la protection sociale ; mettre en œuvre des politiques budgétaires visant spécifiquement à réduire les inégalités; revitaliser et donner corps au droit à l'égalité; et de placer les questions de redistribution des ressources au centre des débats sur les droits de l'homme. »
Fin octobre 2016, Alston a publié un rapport très critique à l'Assemblée générale des Nations unies, qualifiant de « honte » le refus de l'ONU d'accepter la responsabilité de l'épidémie dévastatrice de choléra en Haïti en 2010. La « bactérie mortelle du choléra » a été importée en Haïti en 2010 par des soldats de la paix des Nations unies infectés « qui ont été relocalisés du Népal » sans d'abord « être dépistés pour la maladie ». La projection aurait coûté « aussi peu que 2 000 dollars ». Le rapport critiquait les conseils « erronés et infondés » donnés par le Bureau des affaires juridiques de l'ONU (OLA) à qu'il reproche d'avoir empêché l'ONU d'accepter la responsabilité de l'épidémie. Selon Alston, « Le déni explicite et sans réserve de l'ONU de toute autre chose qu'une responsabilité morale est une honte. Si l'ONU refuse carrément de se tenir responsable des violations des droits de l'homme, elle se moque de ses efforts pour obliger les gouvernements et autres à rendre des comptes ». Alston a déclaré que l'ONU semblait avoir été pressée par les États-Unis, « le principal contributeur au budget de maintien de la paix de l'ONU, d'adopter la position fréquemment adoptée par les avocats aux États-Unis selon laquelle la responsabilité ne devrait jamais être acceptée volontairement, car cela pourrait impliquer de futurs litiges ». Alston a expliqué que « ce raisonnement est totalement inapplicable à l'ONU », qui contrairement au système judiciaire américain, « jouit d'une immunité absolue contre les poursuites devant les tribunaux nationaux et dont la réputation dépend presque entièrement d'être perçu comme agissant avec intégrité ». Alston s'est dit préoccupé par le fait que « le montage financier de 400 millions de dollars mis en place par l'ONU » pourrait rencontrer des obstacles de financement. « Si vous niez toute responsabilité, il est beaucoup plus difficile de lever des fonds, de mobiliser des ressources, car cela devient juste un autre problème de développement général. . . Et je pense que l'ONU a en fait exacerbé le problème de manière significative par ses dénégations pendant de nombreuses années. ». Dans ses déclarations d'ouverture et de clôture, Alston a appelé des groupes de défense comme l'Institut pour la justice et la démocratie en Haïti (IJDH) basé à Boston et le Bureau des avocats internationaux basé en Haïti  (BAI) pour poursuivre leur travail et maintenir la pression sur les États membres de l'ONU.
En 2017, les Nations unies ont entrepris une enquête sur les effets de la pauvreté systémique aux États-Unis. Dans une déclaration du Haut-Commissariat des Nations unies aux droits de l'homme (HCDH) datée du 29 novembre 2017, Alston a déclaré : « Certains pourraient se demander pourquoi un rapporteur spécial des Nations Unies sur l'extrême pauvreté et les droits de l'homme visiterait un pays aussi riche que les États-Unis. Mais malgré une grande richesse aux États-Unis, il existe également une grande pauvreté et des inégalités... [Il] se concentrera sur la manière dont la pauvreté affecte les droits civils et politiques des personnes vivant aux États-Unis, étant donné que les États-Unis mettent constamment l'accent sur l'importance qu'ils attachent à ces droits dans leur politique étrangère... [Il enquêtera] sur «le système de justice pénale, le bien-être et les soins de santé, les obstacles à la participation politique, le sans-abrisme et les droits sociaux fondamentaux tels que le droit à la protection sociale, au logement, à l'eau et à l'assainissement ». En novembre 2017, l' American Society of Tropical Medicine and Hygiene (ASTMH) a publié un rapport sur une épidémie d'ankylostome en Alabama, une maladie de l'extrême pauvreté. L'ankylostome, un parasite intestinal, une maladie tropicale endémique, est répertorié comme une maladie tropicale négligée. On pensait qu'il avait été « lentement éradiqué » aux États-Unis à partir des années 1930. :35–6 On le trouve dans les régions qui ont « des services de santé publique inadéquats et un manque général de connaissances de base des citoyens en matière de santé et d'hygiène » et reflète un « système d'éducation publique faible ». L'enquête de l'ONU porte sur des régions de Californie, d'Alabama, de Géorgie, de Porto Rico, de Washington, DC et de Virginie-Occidentale. En décembre 2017, Alston a rapporté que dans « une communauté du comté de Butler, en Alabama, il avait trouvé des eaux usées brutes provenant de maisons à travers des tuyaux en PVC exposés et dans des tranchées et des fosses ouvertes ». Alston a pu visiter le quartier de  Skid Row - « un quartier d'humiliation humaine concentrée » - dans le centre du centre- ville de Los Angeles. Selon The Guardian, il y a eu une augmentation du coût du logement après le boom technologique pour les 0,001 %. Au début des années 2010, Google, Microsoft, Facebook, YouTube et les startups Hulu, Demand Media, Snapchat ont ouvert des bureaux dans les quartiers de Los Angeles, Santa Monica Venise et Playa del Rey boom technologique pour le 0,001 %, Los Angeles a le la plus grande population de sans-abri aux États-Unis. En décembre 2017, leur nombre avait augmenté de 25 % pour atteindre 55 000.
À l'automne 2018, Alston a fait une visite d'information de deux semaines au Royaume-Uni où il a rencontré des personnes vivant dans la pauvreté, a parlé avec des travailleurs de première ligne de la société civile, et des gouvernements locaux, déconcentrés et nationaux « et a visité la communauté des organisations, des logements sociaux, un centre de recherche d'emplois, une banque alimentaire, un centre de conseil, une bibliothèque et une école primaire. ». Il a rencontré des politiciens de tous les principaux partis politiques, des ministres gallois et du gouvernement central et le premier ministre écossais. Dans une déclaration publiée le 16 novembre, il a déclaré que près de la moitié des enfants du pays étaient pauvres aujourd'hui « ce n'est pas seulement une honte, mais une calamité sociale et une catastrophe économique, le tout en un », l'approche du gouvernement à l'égard de la pauvreté n'est pas guidée par l'économie mais « un engagement à réaliser une réingénierie sociale radicale », et le gouvernement devrait adopter des politiques qui garantissent que les pauvres n'aient pas à supporter la plus grande part du fardeau financier continu pour la nation découlant du Brexit,.
Alston a déclaré que le gouvernement britannique avait causé « une grande misère » avec des mesures d'austérité « punitives, mesquines et souvent insensées », et qu'environ 14 millions de personnes, un sur cinq de la population britannique, vivent dans la pauvreté et 1,5 million sont démunis, ne peuvent pas payer pour essentiels de base. Il a cité des statistiques de l'Institute for Fiscal Studies et de la Fondation Joseph Rowntree, et a noté en particulier les prévisions selon lesquelles la pauvreté des enfants pourrait augmenter de 7 % entre 2015 et 2022, atteignant peut-être 40 %. Il a déclaré : « Il est manifestement injuste et contraire aux valeurs britanniques que tant de personnes vivent dans la pauvreté », et a ajouté que la compassion avait été abandonnée pendant près d'une décennie d'austérité si sévère que des éléments clés du contrat social d'après-guerre, William Beveridge élaboré il y a plus de 70 ans, avait été perdu. Alston a visité des villes comme Londres, Oxford, Cardiff, Newcastle, Glasgow et Belfast, puis Alston a dit « évident pour quiconque ouvre les yeux pour voir l'immense croissance des banques alimentaires et les files d'attente qui attendent devant eux, les gens qui dorment les rues, la croissance du sans-abrisme, le sentiment de profond désespoir qui conduit même le gouvernement à nommer un ministre de la prévention du suicide et de la société civile pour faire rapport en profondeur sur des niveaux inédits de solitude et d'isolement ». Un porte-parole du gouvernement a déclaré que les revenus moyens des ménages étaient à un niveau record, que les inégalités de revenus avaient diminué et que le crédit universel, que Alston a qualifié de « orwellien » et de « chute rapide du discrédit universel », aidait les gens à travailler plus rapidement.
En 2019, Alston décide de réorienter le contenu de son rapport annuel devant le Conseil des droits de l'homme pour le consacrer à la question du climat. Il remet en cause l'attention insuffisante accordée par les organes et mécanisme des droits de l'homme à la question du climat, y compris dans son propre travail. Dans ses conclusions, il affirme « Les proclamations pour la forme ne sauveront pas l’humanité ni la planète du désastre qui s’annonce » et recommande une série de mesures « pour commencer à rectifier l'erreur qui a consisté à ne pas accepter le fait que les droits de l’homme pourraient ne pas survivre aux bouleversements annoncés ».

### Autres rôles
Alston a également dirigé un projet financé par la Commission européenne, qui a abouti à la publication d'un agenda des droits de l'homme pour l'Union européenne pour l'an 2000 et d'un volume d'essais de 1999 (L'Union européenne et les droits de l'homme). Beaucoup de ses recommandations ont ensuite été mises en œuvre par la Commission européenne et le Conseil européen. Il est également l'un des 29 signataires des Principes de Yogyakarta.

## Publications
Alston a écrit sur des questions telles que les droits économiques, sociaux et culturels, les institutions et procédures des Nations unies, les droits du travail, le rôle des acteurs non étatiques en matière de droits de l'homme, les déclarations comparatives des droits, le recours à la force et les droits de l'homme et politiques de développement. Il est également l'un des auteurs d'un manuel dans le domaine intitulé International Human Rights in Context, Law, Politics, Morals, publié par Oxford University Press. Une troisième édition a été publiée en 2007.
Dans un article publié en 2017 dans le Journal of Human Rights Practice, face à la montée du populisme, Alston a appelé à un recadrage des « droits économiques et sociaux en tant que droits de l'homme plutôt qu'en tant qu'objectifs de bien-être ou de développement ». Il a également appelé les universitaires, ceux qui sont contre et en faveur des droits de l'homme, à prêter attention aux «conséquences involontaires de leur bourse».[réf. nécessaire]